# トーマの心臓
『トーマの心臓』（トーマのしんぞう）は、萩尾望都による日本の漫画作品。漫画雑誌『週刊少女コミック』1974年19号から52号に連載された。
ドイツのギムナジウム（高等中学）を舞台に、人間の愛という普遍的かつ宗教的なテーマを描いた作品。
舞台化されており、2009年には萩尾望都のファンであることを公言している小説家・森博嗣によりノベライズされた。
映画『1999年の夏休み』は本作品を元に翻案されたものである（ノークレジット）。

## 概要
本作は、フランス映画『悲しみの天使』をモチーフとして描いた作品である。ギムナジウムを舞台にした理由について、萩尾はヘッセを読んで以来、ドイツという国にあこがれていましたので……」と語っている。
本作のテーマについて、萩尾は「中学生のころ、ひたすら『いいひと』になりたかった。それをテーマにしたのが『トーマの心臓』です。完ぺきな善人を目指した神学校の優等生の、挫折と成長を描いた物語です。」と記している。
連載初回の読者アンケートが最下位であったため、編集長から打ち切りを要請された。萩尾が「せめて1ヵ月見て下さい」と懇願したところ『ポーの一族』の単行本初版3万部が3日で完売したため、編集部は「すぐに『トーマの心臓』を打ち切って、週刊『少女コミック』に『ポーの一族』の続きを描かせろ」「『トーマの心臓』は月刊の『少コミ』に移し、すぐ週刊の『少コミ』に『ポーの一族』を連載させろ」「（『ポーの一族』の）単行本が売れているのなら、このまま『トーマの心臓』の連載を続けさせてもいいではないか」などの意見が入り乱れた。萩尾が「『トーマの心臓』を終えたら『ポーの一族』の続きを必ず描きます」、「もう少しで終わりになるから」とかわしているうちに、『トーマの心臓』のアンケート順位が5、6位に上がり、編集の態度もかなり軟化して、連載は最終回の33回まで続くこととなった。
番外編に「訪問者」「湖畔にて - エーリク 十四と半分の年の夏」、姉妹編に『11月のギムナジウム』「小鳥の巣」（ポー・シリーズ）がある。

## あらすじ
ある雪の日、シュロッターベッツ高等中学（ギムナジウム）の生徒であるトーマ・ヴェルナーが陸橋から転落死する。
クラス委員のユリスモール・バイハン（ユーリ）は成績優秀で品行方正、常に冷静な少年で、同級のオスカー・ライザーと二人で舎監室に暮らし、寮生の管理監督の役目も受け持っている。
そのユーリのもとにトーマからの手紙が届く。「ユリスモールヘ　さいごに」で始まる短い遺書によって、事故死とされていたトーマの死が自殺であること、トーマが死を選んだ理由が自分自身にあることを知ったユーリはショックを受ける。
トーマは誰からも愛される美少年だったが、同級のアンテにそそのかされてどちらがユーリを「おとせる」か賭けをし、そのことを知ったユーリが皆の前でトーマを厳しい言葉で拒絶したという過去があった。
手紙によってトーマが自分を愛していたことを改めて知ったユーリだったが、トーマが死んだ陸橋でその遺書を引き裂き、彼の愛を拒絶する。ところがその直後、トーマとそっくりのエーリク・フリューリンクが転校生としてギムナジウムにやってくる。ユーリはエーリクにトーマを重ねてしまい、彼に対して怒りや憎しみをあらわにする。美しい母親の愛情を浴びて経済的にも何不自由なく育ったエーリクは他者の愛を素直に受けることをしないユーリの冷ややかな心を訝しむ。
そこにエーリクの母が事故死したという知らせが入り、無断外出してケルンの自宅に帰って悲しみにくれるエーリクをユーリは連れ戻しに行く。シュロッターベッツへ戻る旅の中で二人は次第に心を通わせていくが、途中の乗り換え駅で八角眼鏡の若者に声をかけられたユーリは表情を曇らせる。サイフリートというこの若者はもとシュローターベッツの生徒だったが、休暇中に学校に残っていたユーリにひどい暴力を加え、神よりもサイフリートを愛していると無理矢理言わせる事件を起こし、退学処分を受けていた。当事者の他には校長や校医、オスカーなど少数の者しか知らない秘密となっているこの事件によって、ユーリは愛を信じることのできない人間になってしまっていたのだった。
トーマの死が自殺だったこと、ユーリの背中にひどい傷跡があることなどを知ったエーリクはユーリへの愛を自覚し、彼の心を開こうとする。エーリクの母親と再婚してエーリクの義父となったシュヴァルツがギムナジウムを訪れ、一緒に暮らそうと提案するが、エーリクはユーリの信頼を得るまで待ってくれと答える。
かたくななユーリはなかなか心を開こうとしなかったが、エーリクのひたむきな働きかけによって、トーマの自分への愛と遺書の本当の意味、自分も本当はトーマを愛していたことに気づき、これまで秘密にしてきたことのすべてをエーリクに打ち明ける。そして、神がどんな人をも愛していることを悟ったユーリは神父となるために神学校へと転校していく。

## 登場人物

### シュロッターベッツの生徒
ユリスモール・バイハン / ユーリ
シュロッターベッツ高等部1年。14歳。品行方正で成績優秀。皆から「委員長」と呼ばれ、信頼されているが、ある事件以来心を閉ざしている。トーマのことを愛していたが、自分には資格がないと思い手ひどくふってしまう。南欧系の外貌を持っているため自宅では祖母に疎まれ、自分に向けられる差別に対抗して優等生であろうとしている。
トーマ・ヴェルナー
シュロッターベッツ中等科4年。13歳。「フロイライン（お嬢さん）」と呼ばれ、誰からも愛される生徒だったが、ユーリを救うために自殺する。
エーリク・フリューリンク
シュロッターベッツ高等部1年。14歳。「ル・ベベ（フランス語で赤ちゃん）」と呼ばれるほど自由奔放で世間知らずだが勘のいいところもある。母親とずっと2人暮らしだったためマザーコンプレックスだった。トーマが死んだ直後にシュロッターベッツに編入したが、トーマとうりふたつの容貌であったため校内で大きな話題を呼ぶ。
オスカー・ライザー
シュロッターベッツ高等部1年。15歳。シュロッターベッツに預けられる前は父親と旅をしていたため、1年遅れて編入している。不良っぽいが兄貴肌。ミュラー校長が実の父であり、そのことが原因で父親が母親を殺害し、その父親も既に死んでいることを察している。ユーリとともに舎監室に住み、ユーリを見守っている。
サイフリート・ガスト
前年にシュロッターベッツ高等部を放校された不良生徒。素行が悪いが頭の切れる悪魔的な魅力を持っていた。己の主義の実証のためにユーリの心身に深い傷を負わせる。八角メガネが特徴。
アンテ・ローエ
シュロッターベッツ中等科4年。13歳。オスカーのことが好きで、オスカーからユーリを引き離そうと、トーマとどちらがユーリを落とせるか賭けを提案した。
レドヴィ
シュロッターベッツ中等科4年。13歳。盗癖がある。トーマがユーリにあてた詩を見つけていた。
ヘルベルト、アロイス
シュロッターベッツ高等部1年。14歳。ユーリとは常に対立しているが、ユーリを信頼している。
リーベ、アーダム
シュロッターベッツ高等部1年。14歳。ユリスモール親衛隊。
ホセ
シュロッターベッツ高等部3年。16歳。暴力的な性格。時計を盗まれたことからレドヴィにしつこく付きまとう。
バッカス、シャール、ヘニング
シュロッターベッツ高等部の最上級生。毎週土曜日の午後に「ヤコブ館のお茶会」を主催している。トーマはこのお茶会の常連だった。

### シュロッターベッツの教職員
ルドルフ・ミュラー
シュロッターベッツ・ギムナジウムの校長。オスカーの実父。ライザー夫妻とは大学時代の旧友。オスカーを養子にしたいと思っているが言い出せない。
ブッシュ先生
シュロッターベッツ・ギムナジウム教諭。古典（ラテン語）担当。大変厳しい先生。
ホーマン先生
シュロッターベッツ・ギムナジウム教諭。化学担当。元ヨハネ館の舎監。
保健の先生
校医。校長からの信頼も厚い。ユリスモールの傷のことを心配している。

### その他
マリエ・シュヴァルツ
エーリクの母。エーリクと2人で暮らしてきた。恋多き女性であったが、エーリクの編入後、再婚した夫ユーリ・シドとともに事故にあい亡くなる。
ユーリ・シド・シュヴァルツ
マリエの再婚相手。マリエとともに事故にあい、片足を切断。エーリクの卒業後、彼を引き取る。
アルフォンヌ・キンブルグ
エーリクの弁護士。
マクス・ドッドー
ユーリ・シドの友人で医師。ユーリ・シドがエーリクに会いに行く際に同行する。
ロジェ・ブラウン
エーリクの実父。
グスタフ・ライザー
オスカーの父。妻を殺害したあと、オスカーを連れて逃亡。シュロッターベッツ・ギムナジウムにオスカーを預けて南米に旅立ったが、おそらく死亡しているとオスカーは言う。
ヘレーネ・ライザー
オスカーの母。長く夫との間に子供ができず、ミュラー校長との間に子供をもうけるが、そのことが原因で夫に殺害される。オスカーを溺愛していた。オスカーはヘレーネそっくりの顔をしている。
シェリー・バイハン
ユーリの母。
ユーリの父
ギリシア系ドイツ人。事業に失敗し多額の借金を残して亡くなる。
ユーリの祖母
娘の結婚には反対だった。金髪碧眼の者を好む。南欧系の特徴を持つユーリを嫌っている。
エリザベート・バイハン
ユーリの妹。8歳。体が弱い。
ユーリとは違い、金髪であるため、祖母からはかわいがられている。
ベルンハルト・ヴェルナー
トーマの父。元シュロッターベッツ・ギムナジウム教諭。
アデール・ヴェルナー
トーマの母。エーリクの実父のいとこ。
トーマの兄
トーマの兄。トーマとはそれほど年が離れていない。

## 番外編

### 湖畔にて - エーリク 十四と半分の年の夏
『トーマの心臓』の後日譚。『ストロベリーフィールズ』（新書館、1976年11月）に書き下ろされた。

#### あらすじ（湖畔にて）
ユリスモール・バイハンが転校してすぐの夏休み、エーリク・フリューリンクは義父のユーリ・シド・シュヴァルツと湖畔で過ごしていた。2人はなかなか亡くなったマリエの話をすることができなかったが、ユーリ・シドがエーリクはマリエによく似ていると言ったことからそのような悩みもなくなる。ユーリから手紙が来た。エーリクはうまく返事を書けない。オスカー・ライザーが訪ねてくる。神学校へ行ってユーリに会ってきたと言う。エーリクは考える。失ったものは帰ってくるのだろうか、いつか思いは実を結ぶのだろうか、と。

### 訪問者
『トーマの心臓』のオスカー・ライザーがシュロッターベッツ・ギムナジウムに来るまでの話。漫画雑誌『プチフラワー』1980年春の号に掲載された。母親を殺害した父親と初めて親子らしい日々を過ごす1年間を描いたロード・ムービーのような作品で、独立の作品としても人気が高い。

#### あらすじ（訪問者）
オスカー・ライザーは母ヘレーネ・ライザーからは溺愛され、父グスタフ・ライザーからは無視され、家庭内に居場所がないように感じていた。それでも家族がうまくやっていると思い込んでいたが、一方で自分は父親の子供ではないのではないかと疑っていた。それは事実で、子供が欲しかった母は大学時代の旧友ルドルフ・ミュラーの子を産んだのだった。父グスタフはそれを疑ってはいたが、妻に事実を告げられ、衝動で撃ち殺してしまう。そしてオスカーは父が母を殺したこと、自分が父の子供でないことを悟る。オスカーは父を必死に警察からかばうが、父はオスカーと飼い犬のシュミットを連れて逃亡の旅に出る。旅に出てから2人は初めて親子らしい時間を過ごし、きずなが深まっていく。しかし殺人のプレッシャーから父は片目が見えなくなり、母にそっくりのオスカーにも当たってしまう。そして、実の父ミュラーが校長を務めるシュロッターベッツ・ギムナジウムにオスカーを預けると、父は南米へと去ってしまう。オスカーは父が自分を捨てたことを分かっていた。シュロッターベッツ・ギムナジウムに入ったオスカーは、父グスタフの子供になりたかったと涙を流す。

## 姉妹編

### 11月のギムナジウム
『トーマの心臓』の姉妹編。漫画雑誌『別冊少女コミック』1971年11月号に掲載された。ごく短編であるためか、キャラクターの心理描写よりストーリー性がまさった作品になっている。
この作品は『トーマの心臓』の原型であると長い間多くの読者に信じられていた。『11月のギムナジウム』が雑誌に掲載されてから約3年後に『トーマの心臓』の連載が始まったとき、そのキャラクターや舞台設定が前者に酷似していたことから、読者の多くが、『トーマの心臓』は『11月のギムナジウム』をもとに生まれたものと解釈していた。しかし、1981年7月に雑誌『grape fruit（グレープフルーツ）』（新書館）に掲載された「しなやかに、したたかに」というエッセイの中で作者自身が明らかにしたところによると、『トーマの心臓』は連載開始より3年前の当時すでに構想が生まれており、趣味で描き進めていたところ、同じキャラクターだけ集合させて別のストーリーにする着想を得て描いたのが『11月のギムナジウム』だった。しかし、このエッセイは一部の読者にしか知られていなかったため、2007年に出版された作品集の中で作者から改めてエピソードを紹介されたことにより初めて知ったという読者が多い。制作着手の順番と発表の順番が逆になったのは、本作品が短編であることから雑誌掲載の機会が得やすかったためである。

#### あらすじ（11月のギムナジウム）
11月の第1火曜日の午後、ヒュールリン全寮制ギムナジウムにエーリク・ニーリッツが転入してきた。転入早々、このギムナジウムのアイドル、トーマ・シューベルとうりふたつのため大騒ぎとなり、短気で気の強いエーリクはトーマの無礼な態度に怒り、トーマを殴ってしまう。家庭内の問題で密かに悩んでいたエーリクは、授業中、オスカー・ライザーに図星をさされたため思わず彼を殴り教室を飛び出し、草地で授業をエスケープしていたトーマと偶然遭遇する。トーマは15年前に死んだ兄とエーリクは特徴がそっくりであると告げ、仲直りをしようともちかけるがエーリクはそれを拒否する。トーマはエーリクと自分の関係を学級委員長のフリーデルに打ち明ける。その後、トーマは雨の週末休暇にエーリクになりすまして彼の母親に会ってきたが、その際にひいたカゼがこじれて肺炎にかかり、数日後、病死する。そして、トーマの葬儀の翌日、フリーデルはエーリクにすべてを打ち明ける。

### 小鳥の巣
伝説の吸血鬼“バンパネラ”を主人公とする『ポーの一族』シリーズの第6作目。漫画雑誌『別冊少女コミック』1973年4月号 - 7月号に掲載された作品で、『トーマの心臓』『11月のギムナジウム』とともに“ギムナジウムもの”としても知られる。
『ポーの一族』シリーズは当初「ポーの一族」「メリーベルと銀のばら」と「小鳥の巣」の3部作として構想されたものだが、「ポーの一族」構想メモには「小鳥の巣」の主要登場人物であるキリアン・ブルンスウィッグやマチアス、ロビン・カーなどの名前はなく、後に『トーマの心臓』に登場するオスカー・ライザー（キリアン役）や『11月のギムナジウム』に登場するフリーデル委員長の名前が記され、さらに「レオンハルト」（マチアス役）という名前が記された少年には『トーマの心臓』のエーリク・フリューリンクのイラストが描かれており、「ポー・シリーズ」の構想の中に『トーマの心臓』の構想を持ち込んだ形跡が認められる。また、飛び降り自殺（あるいは墜落事故死）した少年とその事件に関わる別の少年、さらにその事件に関心を寄せる転校生というストーリー展開の類似も、この作品の元が『トーマの心臓』（の構想）であることを示している。

#### あらすじ（小鳥の巣）
3月もそろそろ終わろうとする頃、ガブリエル・スイス・ギムナジウムにエドガー・ポーツネルとアラン・トワイライトがイギリスから転校してきた。2人は伝説の吸血鬼“バンパネラ”で、ある目的があってやってきた。2人は2年前の5月の創立祭の前日、同じくイギリスからの転校生ロビン・カーが張り出し窓から落ちて死に、翌年も別の生徒が創立祭の前日に沼で溺れて死んだことから、“魔の五月”の伝説が校内でうわさされていることを聞く。やがてエドガーは、ロビン・カーの死にはクラスのお山の大将であるキリアン・ブルンスウィッグが絡んでいたことを知る。その後、エドガーとアランは創立祭の前日、マチアスという少年に正体を見破られ、やむなく彼を仲間に加える。翌日、行方不明だったロビン・カーの死体が浮かび上がったため創立祭は中止になり、その混乱の中、目覚めたマチアスはキリアンのノドにかみつくが、委員長のテオドール・プロニスに枯れ枝を突き刺されたため消滅する。そして、エドガーとアランは何事もなかったかのようにギムナジウムを去っていく。

## オスカー・ライザーの相違点
- オスカー・ライザーは『トーマの心臓』と『11月のギムナジウム』に同姓同名で登場し、描かれている人物の絵も似てはいるが、キャラクター設定や環境設定には違いがある。
- 『トーマ』のオスカーは度量が広く思いやりがありいわゆる兄貴肌で、判断力・統率力に優れ、学業においてはサボりさえしなければユリスモール・バイハンと競い合えるほど優秀なようだ。これに対して『11月』のオスカーは勝気で自信過剰、やや不良じみたところがある。学業において本気を出せば優秀なところは『トーマ』と共通している。
- エーリクに対する態度が『トーマ』ではめんどう見がよく思いやりにあふれているのに対し、『11月』ではからかいの対象にしている。ただし、本気でいじめたり敵対しているのではなくあくまで面白半分であることが、エーリクに母親の浮気相手のことを尋ねて殴られたときの様子でわかる。
- 家庭面では、『トーマ』のオスカーは母親が死に父親が行方不明なため帰る家がなく、その代わりに校長のミュラーが実の父親というやや特殊な設定であるのに対し、『11月』のオスカーは、エーリクが週末に家に帰らないことを不自然に感じたことから、本人は週末には家に帰る普通の家庭育ちであることが想像される。
- なお、『精霊狩り』シリーズの第3作目の「みんなでお茶を」（『別冊少女コミック』1974年4月号）に、ティペント・ナンセンス博士の助手A役で登場しているのは『トーマの心臓』の方のオスカーである[注釈 9]。

## 単行本・文庫本
- フラワーコミックス『トーマの心臓』（全3巻）
  - 第1巻 1975年1月10日初版発行 ISBN 9784091300416
    - 収録作品 『トーマの心臓』、他2編（「千本目のピン」、『とってもしあわせモトちゃん』より「ジョニーウォーカーくんのバラのものがたり」）

  - 第2巻 1975年4月1日初版発行 ISBN 9784091300423
    - 収録作品 『トーマの心臓』、他1編（「ビアンカ」）

  - 第3巻 1975年6月1日初版発行 ISBN 9784091300430
    - 収録作品 『トーマの心臓』、他4編（「小夜の縫うゆかた」、「秋の旅」、「白い鳥になった少女」、「みつくにの娘」）
- 萩尾望都作品集 第1期（全17巻中、第11巻・第12巻）
  - 第11巻『トーマの心臓1』 1978年3月10日初版発行 ISBN 9784091780119
    - 収録作品 『トーマの心臓』

  - 第12巻『トーマの心臓2』 1978年4月10日初版発行 ISBN 9784091780126
    - 収録作品 『トーマの心臓』、他1編（「ヴィオリータ」）
- 小学館文庫『トーマの心臓』（全2巻）
  - 第1巻 1980年11月20日初版発行 ISBN 9784091907158
    - 収録作品 『トーマの心臓』（転入生）

  - 第2巻 1981年1月20日初版発行 ISBN 9784091907165
    - 収録作品 『トーマの心臓』（同室者）
- 小学館叢書『トーマの心臓』（全1巻） 1989年12月10日初版発行 ISBN 9784091971913
  - 収録作品 『トーマの心臓』
- 小学館文庫『トーマの心臓』（全1巻） 1995年9月1日初版発行 ISBN 9784091910134
  - 収録作品 『トーマの心臓』
- 萩尾望都Perfect Selection（フラワーコミックススペシャル全9巻中、第1巻・第2巻）
  - 第1巻『トーマの心臓I』 2007年7月31日初版発行 ISBN 9784091311191
    - 収録作品 『トーマの心臓』

  - 第2巻『トーマの心臓II』 2007年7月31日初版発行 ISBN 9784091311290
    - 収録作品 『トーマの心臓』、「訪問者」、「11月のギムナジウム」、別冊付録「湖畔にて - エーリク 十四と半分の年の夏」
- 『トーマの心臓 プレミアムエディション』（全1巻） 2023年2月14日初版発行 ISBN 9784091793799
  - 収録作品 『トーマの心臓』、「訪問者」、「湖畔にて - エーリク 十四と半分の年の夏」

## 影響を受けた作品
恩田陸『ネバーランド』
恩田陸は『夏の名残りの薔薇』（文春文庫）巻末「恩田陸スペシャル・インタビュー」の中で、『ネバーランド』の念頭にあったのが『トーマの心臓』だと説明している。
森奈津子『踊るギムナジウム』
森奈津子は『踊るギムナジウム』（徳間書店）のあとがきで、同作品について「萩尾望都のギムナジウム物のパロディーかオマージュか、そんな物に挑戦したつもり」で、「（同作品に登場する）ルートヴィヒの髪が長いのは、『トーマの心臓』に登場するサディスティックな上級生サイフリートが長髪だったから」と説明している。

## 舞台劇
男性だけの劇団Studio Life、倉田淳の脚本・演出により1996年初めて舞台化。耽美的な魅力で大成功をおさめ、劇団の方向性を決定付けたといわれる。数年に一度連鎖公演として2作を同時期に同一の劇場の空間で日替わりで上演するなど、世界観をより一層深めている。

### 1996年 Studio Life
- 1996年2月10日 - 25日 『トーマの心臓』 会場 - ウエストエンドスタジオ[12]
  - 脚本・演出：倉田淳
  - 出演

ユリスモール：山﨑康一、山本浩介
オスカー：笠原浩夫、荻久保功一
エーリク：児玉信夫、土屋士
その他：深山洋貴、楢原秀佳、大村浩司、及川健、林勇輔、石飛幸治、藤原啓児、河内喜一朗 他

### 1997年 Studio Life
- 1997年3月1日 - 23日 『トーマの心臓』 会場 - ベニサン・ピット[13]
  - 脚本・演出：倉田淳
  - 出演

石飛幸治、笠原浩夫、山崎康一、大村浩司、及川健、深山洋貴、楢原秀佳、山本芳樹、林勇輔、曽世海児、藤原啓児、河内喜一朗

### 1998年 Studio Life
- 1998年7月1日 - 12日 『訪問者』 会場 - スペース・ゼロ[14]
  - 脚本・演出：倉田淳
  - 出演

石飛幸治、笠原浩夫、澤圭一、山崎康一、浦一弘、及川健、山本芳樹、大村浩司、楢原秀佳、林勇輔、深山洋貴、曽世海児、藤原啓児、河内喜一朗 他

### 1999年 Studio Life
- 1999年4月1日〜18日 『トーマの心臓』 会場 - シアターサンモール[15]
  - 脚本・演出：倉田淳
  - 出演

ユリスモール：山崎康一、山本芳樹
オスカー：笠原浩夫、曽世海児
エーリク：児玉信夫、深山洋貴
他

### 2000年 Studio Life
- 2000年12月7日 - 2001年1月8日 『トーマの心臓』『訪問者』連鎖公演 会場 - シアターサンモール
- 2001年2月7・8日　『トーマの心臓』『訪問者』連鎖公演 会場 - シアター・ドラマシティ
  - 脚本・演出 - 倉田淳
  - 美術 - 松野潤
  - 照明 - 森田三郎、小川景子
  - 音響 - 竹下亮
  - 舞台監督 - 倉本徹
  - 衣裳 - 三大寺志保美、大浦あけみ
  - ヘアメイク - 角田和子
  - 出演

ユリスモール：山崎康一、曽世海児
オスカー：笠原浩夫
エーリク：及川健、深山洋貴
その他：甲斐政彦、岩﨑大、高根研一、鶴田浩一、佐野考治、石飛幸治、舟見和利、楢原秀佳、藤原啓児、河内喜一朗、青山治、船戸慎士、前田倫良、青木隆敏、奥田努、小野健太郎、姜暢雄 他

### 2003年 Studio Life
- 2003年2月27日 - 3月9日 『トーマの心臓』 会場 - アートスフィア
- 2003年3月20日 『トーマの心臓』 会場 - 福岡市民会館
- 2003年3月22日 『トーマの心臓』 会場 - 愛知県勤労会館
- 2003年3月25・26日『トーマの心臓』 会場 - シアター・ドラマシティ
  - 演出・脚本 - 倉田淳
  - 舞台美術 - 松野潤
  - 照明 - 森田三郎
  - 音響 - 竹下亮
  - 舞台監督 - 田中力也
  - 衣裳 - 福岡裕子、大浦あけみ
  - 制作 - 稲田佳雄
- 出演[16]

ユリスモール：山崎康一、山本芳樹
オスカー：笠原浩夫、曽世海児
エーリク：及川健
その他：新納慎也（客演）、高根研一、石飛幸治、河内喜一朗、岩﨑大、姜暢雄 他

### 2006年 Studio Life
- 2006年6月3日 - 6月29日 『トーマの心臓』 会場 - 紀伊國屋ホール
- 2006年7月8・9日 『トーマの心臓』 会場 - シアター・ドラマシティ
  - 脚本・演出：倉田淳
  - 出演

ユリスモール：山本芳樹、奥田努
オスカー：曽世海児、高根研一
エーリク：松本慎也、三上俊
他

### 2010年 Studio Life
- 2010年2月27日 - 3月22日 『トーマの心臓』『訪問者』連鎖公演 会場 - 紀伊國屋ホール
- 2010年3月27・28日 『トーマの心臓』 会場 - 名鉄ホール
- 2010年4月13日 『トーマの心臓』 会場 - 仙台市民会館
  - 『トーマの心臓』出演[17]

ユリスモール：山本芳樹、青木隆敏（ダブルキャスト）
オスカー：曽世海司、岩﨑大（ダブルキャスト）
エーリク：松本慎也
レドヴィ：関戸博一
アンテ：植田圭輔（客演）
バッカス：牧島進一
サイフリート：奥田努、高根研一（ダブルキャスト）
シャール：青木隆敏、山本芳樹（ダブルキャスト）
クローネ：堀川剛史、平居正行（ダブルキャスト）
カイザー：荒木健太朗
ヘニング：篠田仁志、原田洋二郎（ダブルキャスト）
リーベ：仲原裕之、緒方和也（ダブルキャスト）
アーダム：吉田隆太
アル：石井昭裕
イグー：神野明人
ヘルベルト：冨士亮太
ミュラー：船戸慎士
ブッシュ：藤原啓児
シェリー：岩﨑大、曽世海司（ダブルキャスト）
エリザ：藤原啓児
シュヴァルツ：山崎康一
ヴェルナー：河内喜一朗
アデール：石飛幸治
- 『訪問者』出演

グスタフ・ライザー：高根研一
オスカー・ライザー：荒木健太朗
ヘラ：吉田隆太
ルドルフ・ミュラー：船戸慎士
シュティフター：藤原啓児
シュティフター夫人：石飛幸治
ニーナ：青木隆敏
シュテファン：植田圭輔（客演）
バッハマン：河内喜一朗
アズ：仲原裕之
フーフ医師：山崎康一
トーマス少年：植田圭輔（客演）
グスタフ少年：松村泰一郎 (Fresh)
グスタフの父：岩﨑大
エンゲリーカ：関戸博一
ローレンツ：牧島進一
マルテ：曽世海司
ユリスモール：山本芳樹

### 2014年 Studio Life
- 2014年5月24日 - 6月22日 『トーマの心臓』 会場 - 紀伊國屋ホール
- 2014年7月11日 - 13日 『トーマの心臓』 会場 - シアター・ドラマシティ[18]
  - 演出・脚本 - 倉田淳
  - 舞台美術 - 乗峯雅寛
  - 舞台監督 - 倉本徹
  - 出演[19]

ユリスモール：山本芳樹、松本慎也（ダブルキャスト）
エーリク：及川健、久保優二、田中俊裕（トリプルキャスト）
オスカー：岩﨑大、仲原裕之（ダブルキャスト）
レドヴィ：関戸博一
アンテ：宇佐見輝
バッカス：牧島進一、原田洋二郎（ダブルキャスト）
サイフリート：青木隆敏
ミュラー校長：曽世海司
シュヴァルツ：楢原秀佳
ヴェルナー氏：山崎康一
ヴェルナー夫人：石飛幸治
シャール：松本慎也、山本芳樹（ダブルキャスト）
クローネ：緒方和也、石飛幸治（ダブルキャスト）
カイザー：原田洋二郎、牧島進一（ダブルキャスト）
ヘニング：楢原秀佳、山崎康一（ダブルキャスト）
ブッシュ：山﨑康一、緒方和也（ダブルキャスト）
シェリー：楢原秀佳
エリザ：緒方和也
その他：澤井俊輝、鈴木翔音、若林健吾、千葉健玖、藤波瞬平 他

### 2016年 Studio Life
- 2016年2月24日 - 3月13日 『トーマの心臓』『訪問者』『湖畔にて』連鎖公演 会場 - シアターサンモール
  - 演出・脚本 - 倉田淳
  - 『トーマの心臓』出演[20]

ユリスモール：山本芳樹
オスカー：笠原浩夫
エーリク：松本慎也
レドヴィ：石飛幸治
アンテ：田中俊裕
バッカス：曽世海司
サイフリート：仲原裕之
他
- 『訪問者』出演

グスタフ・ライザー：楢原秀佳
オスカー・ライザー：久保優二
ヘラ：青木隆敏
ルドルフ・ミュラー：笠原浩夫
他
- 『湖畔にて』出演（『トーマの心臓』上演後の特別朗読）

シュヴァルツ：楢原秀佳
エーリク：松本慎也
オスカー：笠原浩夫
ナレーション：山本芳樹

### 2022年 Studio Life
- 2022年9月15日 - 9月25日 『トーマの心臓』会場 - シアターサンモール
  - 演出・脚本 - 倉田淳
  - ダブルキャストチーム名 - 「Legend」「Cool」
  - 出演[21]

ユリスモール：山本芳樹、青木隆敏（ダブルキャスト）
オスカー：笠原浩夫、曽世海司（ダブルキャスト）
エーリク：松本慎也、関戸博一（ダブルキャスト）
アンテ：宇佐見輝、伊藤清之（ダブルキャスト）
レドヴィ：青木隆敏、山本芳樹（ダブルキャスト）
バッカス：船戸慎士、緒方和也（ダブルキャスト）
サイフリート：曽世海司、笠原浩夫（ダブルキャスト）
ヘルベルト：関戸博一、松本慎也（ダブルキャスト）
リーベ：前木健太郎
イグー：牛島祥太
ブッシュ：楢原秀佳
シェリー：伊藤清之、宇佐見輝（ダブルキャスト）
エリザ：緒方和也、大村浩司（ダブルキャスト）
シュバルツ：緒方和也、船戸慎士（ダブルキャスト）
ヴェルナー：楢原秀佳
アデール：大村浩司
ミュラー校長：藤原啓児

## 映画『1999年の夏休み』
『1999年の夏休み』は、『トーマの心臓』を翻案した金子修介監督の青春映画。公開は1988年3月26日。深津絵里の映画デビュー作として知られる。出演する4人の少年役を女性が演じ、声優が声をあてるという演出がとられた。
スタッフロールには萩尾の名も原作名もクレジットされていないが、金子は翻案という形で萩尾に製作許可を取っている。
なお、1992年に脚本の岸田理生によるノベライズが角川ルビー文庫から刊行されている。

### あらすじ
近未来、1999年の日本、山深い地に建つ全寮制の男子校が夏休みに入り、教師や職員も去った寮に、帰省しない3人の少年だけが残された。この学院では最近、悠という少年が行方不明になっていた。隣接する湖に落ちたと推測されたが、遺体は上がっていなかった。
そんな学院に、悠に瓜二つな転入生の薫が現れる。